# Cerro Castellan
Le Cerro Castellan est un sommet des monts Chisos, aux États-Unis. Il culmine à 1 004 mètres d'altitude dans le comté de Brewster, au Texas. Il est protégé au sein du parc national de Big Bend.